# Aquarium de la baie de Monterey
L'aquarium de la baie de Monterey est un aquarium public situé à l'extrémité nord-ouest de Cannery Row, à Monterey, en Californie, sur la côte ouest des États-Unis. Il est l'un des plus grands et des plus connus du monde. Il reçoit chaque année environ 2 millions de visiteurs et possède 35 000 plantes et animaux de 623 espèces différentes dont des thons captifs. L'aquarium était la maison de la loutre Rosa.

## Histoire
Dans les années 1960, une équipe de scientifiques de la Hopkins Marine Station - un laboratoire de l'université de Stanford - alerte des dangers de la surpêche, liée à l'industrie de mise en conserve dans le quartier de Cannery Row, à Monterey. En 1967, convaincue, l'université de Stanford acquiert la propriété qui abrite Hovden Cannery, l'une des plus anciennes conserveries de sardines de la côte Pacifique. Celle-ci ferme en 1973, et le lieu est ensuite utilisé comme entrepôt,.

Vue du bâtiment de l'ancienne conserverie de Hovden Cannery, en 1981, avant sa rénovation.

À la fin des années 1970, Chuck Baxter et Robin Burnett (membres de la Hopkins Marine Station), Nancy Burnett (diplômée en biologie de l'université de Stanford) et Steve Webster (membre du corps enseignant de l'université d'État de San José), imaginent la construction d'un aquarium sur le site de l'ancienne conserverie,. Nancy Burnett parle de cette idée à ses parents, Lucile et David Packard (cofondateur de Hewlett-Packard), et leur fondation commande une étude de faisabilité. Le résultat étant prometteur, les Packard créent en avril 1978 la Monterey Bay Aquarium Foundation, qui rachète la propriété à Stanford. C'est pendant cette période que Julie Packard, une autre fille de Lucile et David Packard, rejoint le projet. La construction est financée par David Packard à la condition que l'organisation, à but non-lucratif, soit indépendante financièrement après son ouverture,. Au total, la contribution financière des Packard à la construction de l'aquarium et à la mise en place des expositions s'élève à 55 millions de dollars,.

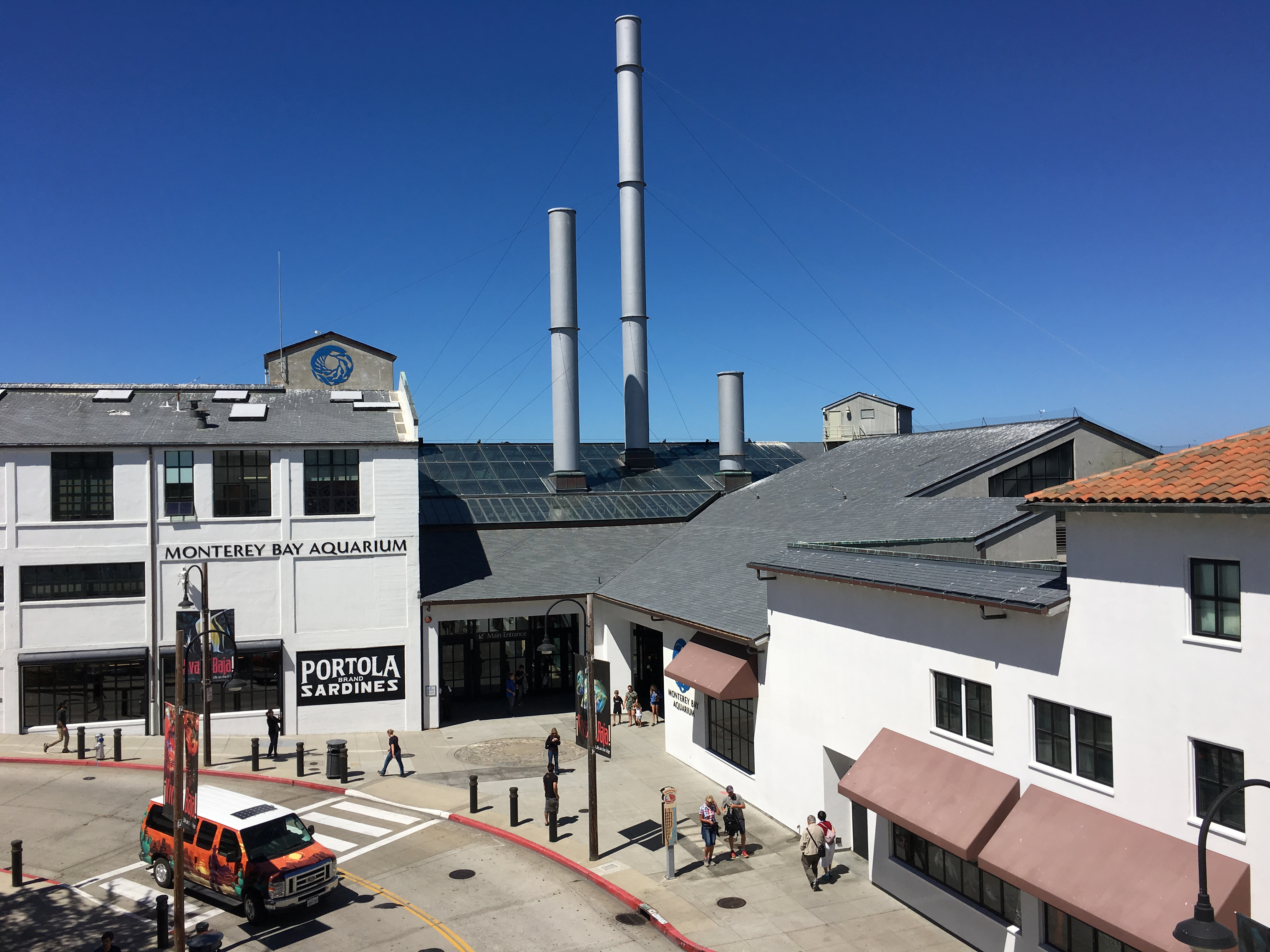
Aquarium de la baie de Monterey, vue de l'entrée principale en 2016.

La firme d'architecture Esherick, Homsey, Dodge, and Davis (EHDD), et la cheffe de projet Linda Rhodes sont chargés tout d'abord de concevoir l'installation de manière qu'elle soit adaptée au quartier de Cannery Row; le but est de reconstruire le bâtiment qui s'est dégradé, sans effacer complètement son histoire,. L'ancien entrepôt de la conserverie est converti en bureaux pour les services administratifs, et un système de circulation d'eau de mer pour les aquariums remplace la station de pompage de la conserverie, qui acheminait les poissons vers l'entrepôt depuis les réservoirs de stockage flottant dans la baie. L'installation est construite autour de l'ancienne chaufferie, qui est conservée comme élément d'exposition,. Le bâtiment étant conçu de manière à être partiellement au-dessus de l'eau, la construction est exposée à de nombreux défis techniques. L'installation de fondations pour les parties du bâtiment qui surplombent la baie à des profondeurs qui vont jusqu'à 37 m doit se faire à marée basse, qui se produit souvent la nuit.

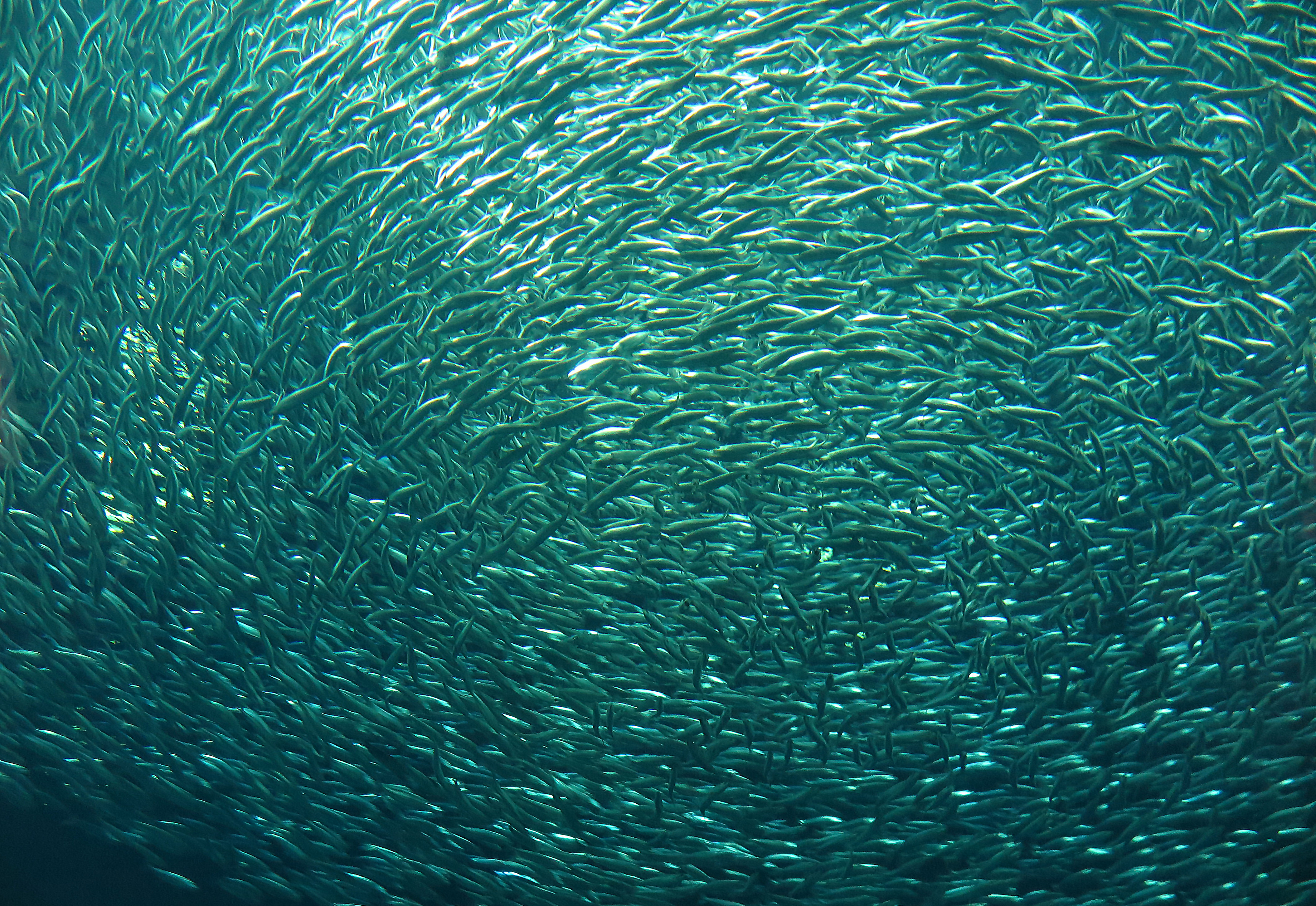
Sardines du Pacifique dans l'aquarium en 2017.

L'aquarium de la baie de Monterey ouvre ses portes le 20 octobre 1984. Il est alors le plus grand aquarium public des États-Unis. Au cours de l'année qui suit, l'aquarium accueille 2.4 millions de visiteurs. Sa popularité ne cesse de croître, et en 1994 il est l'aquarium le plus visité aux États-Unis,. Pour sa conception du bâtiment, EHDD reçoit plusieurs prix; en 2016, l'American Institute of Architects lui attribue le Twenty-five Year Award, un prix décerné à des bâtiments ayant « résisté à l'épreuve du temps pendant 25 à 35 ans ».

## Expositions
L'aquarium est fondé avec la volonté de partager la faune marine de la région avec le grand public, en présentant des habitats aquatiques de la baie de Monterey et de la Californie centrale. L'idée de mettre en avant les habitats marins de la côte est inspirée par le travail de l'écologiste américain Ed Ricketts dans son livre sur l'écologie intertidale, Between Pacific Tides (1939). Dans les années 1980, cette approche pour la conception d'un aquarium public était novatrice, les deux plus grand aquariums publics des États-Unis à l'époque - l'Aquarium de Nouvelle-Angleterre à Boston et l'Aquarium national de Baltimore - se focalisant sur des expositions "de récifs coralliens magnifiques ou de grand requins", et présentant peu d'espèces locales.

### Système de circulation d'eau de mer
L'aquarium présente environ 35 000 animaux, dans un volume d'eau de mer de 8,7 millions de litres,. L'eau de mer est pompée depuis la baie de Monterey et filtrée avant d'être injectée, à un débit de 7 600 litres par minute. Le fonctionnement du système de circulation d'eau de mer est en grande partie automatisé.
Pendant la nuit, l'eau injectée dans l'aquarium de la Forêt de Kelp n'est pas filtrée, dans le but de maintenir son apparence réaliste. L'usage d'eau non-filtrée permettant à des organismes de grandir dans les canalisations, elles doivent être nettoyées régulièrement à l'aide de pistons racleurs.

### Forêt de Kelp

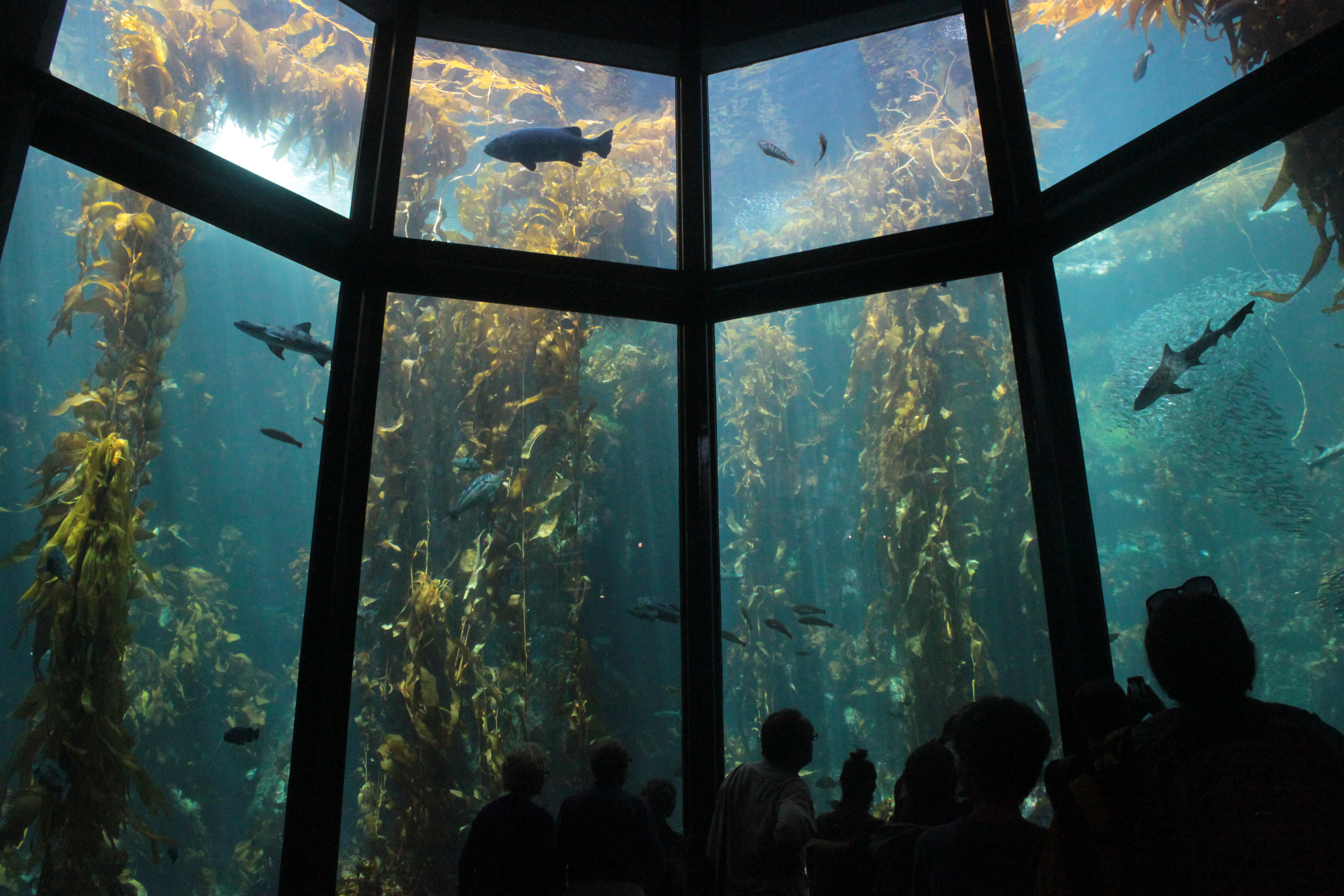
La Forêt de Kelp, dont l'aquarium contient 1,2 million de litres d'eau de mer.

La Forêt de Kelp de l'aquarium de la baie de Monterey est considérée comme la première tentative réussie de maintenir en vie une forêt de varech dans un milieu artificiel,,. Les propriétés de l'environnement pour subvenir aux besoins du varech sont développées grâce à la collaboration de Wheeler North (California Institute of Technology) et Mike Neushal (University of California, Santa Barbara), des spécialistes du varech.
La Forêt de Kelp s'inscrit dans la démarche de l'aquarium de proposer un aperçu des écosystèmes aquatiques de la côte californienne. Les forêts de varech en sont un élément important, et le bassin est peuplé d'espèces de poissons indigènes à la baie de Monterey, dont des perches de mer et des requins léopards.

### AileOpen Sea

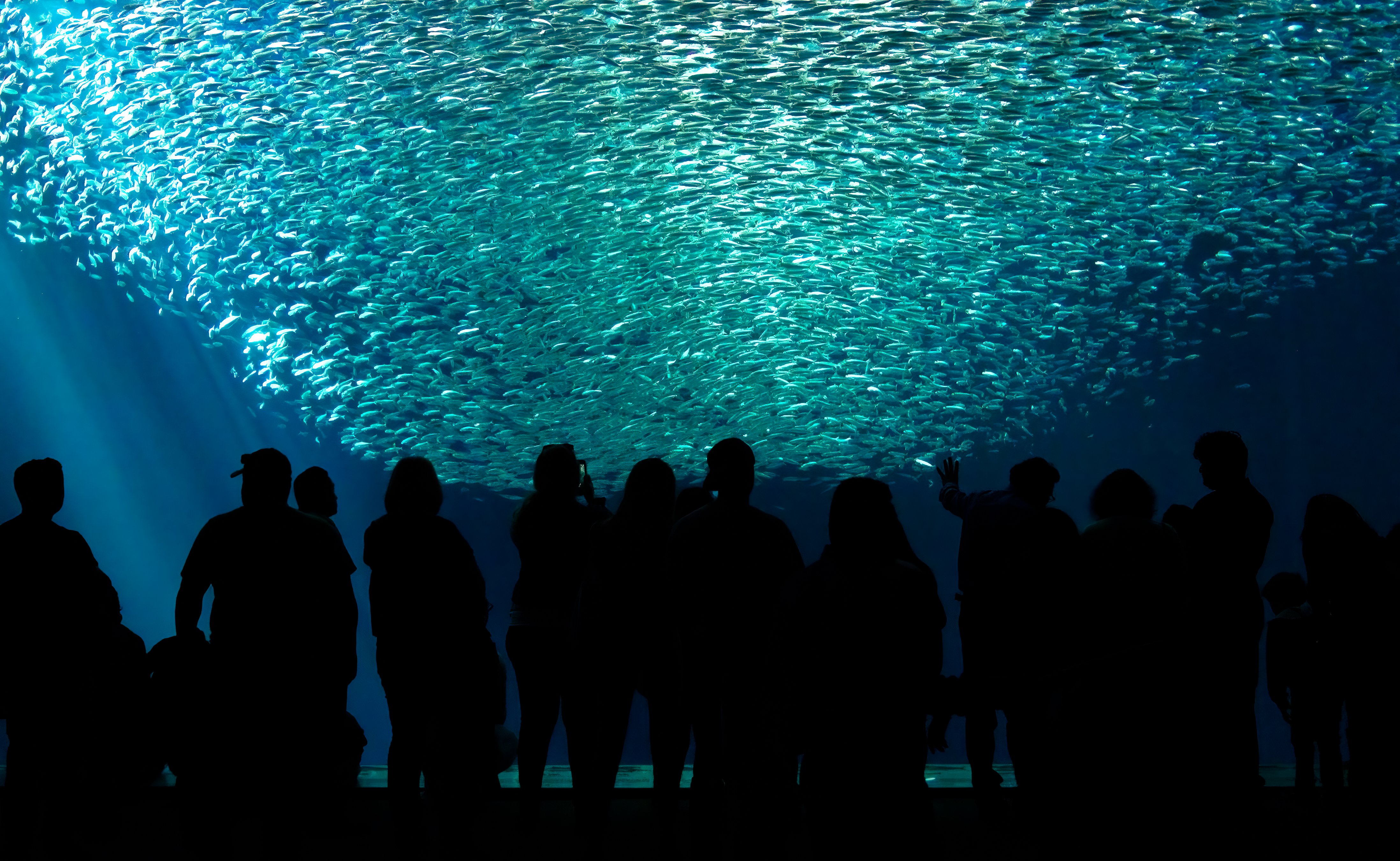
Banc de sardines dans un aquarium de l'aile Open Sea. En 2011, cette exposition comptait environ 14 000 sardines, sur un total d'environ 20 000 dans l'aquarium de Monterey.

En 1996, l'Aquarium de la baie de Monterey s'étend pour inclure une nouvelle section, ce qui double presque sa surface d'exposition. Développée au cours des sept années précédentes, elle présente la faune et la flore qui peuplent la zone pélagique située à une centaine de kilomètres de la côte de la baie de Monterey. 
L'aile Open Sea de l'aquarium est divisée en trois galeries: des aquariums présentant des espèces de méduses et de plancton, une exposition d'espèces "voyageuse", comme des macareux huppés et des tortues marines, et un grand bassin contenant des espèces variées qui peuplent la zone pélagique. Contenant 4 500 000 L, ce dernier est le plus grand bassin de l'aquarium.

#### Livres
- (en) Connie Y. Chiang, Shaping the shoreline: fisheries and tourism on the Monterey coast, University of Washington Press, 2008, 320 p. (ISBN 978-0-295-98977-8, OCLC 704517509, lire en ligne)
- (en) Stephen R. Palumbi et Carolyn Sotka, The Death and Life of Monterey Bay: A Story of Revival, Island Press, 2011, 224 p. (ISBN 978-1-597-26987-2, OCLC 692205204, lire en ligne)

#### Articles de presse
- (en) Philip Beadle (photogr. Vicki Thompson), « Exclusive: Monterey Bay Aquarium topped 2M visitors in 2014 — here's how the staff pulls it off (Photos) », Silicon Valley Business Journal, San José, Californie,‎ 20 avril 2015 (lire en ligne [archive du 21 septembre 2016])
- (en) Renee Brincks, « An Ocean of Excellence: The Monterey Bay Aquarium Celebrates its Silver Anniversary », Carmel Magazine,‎ 2009 (lire en ligne [archive du 9 juin 2016])
- (en) Tara Duggan, « Cannery Row offers hints of its history », San Francisco Chronicle,‎ 16 septembre 2013 (lire en ligne [archive du 31 décembre 2016])
- (en) Katie Gerfen, « The Monterey Bay Aquarium Wins the 2016 AIA Twenty-Five Year Award », Architect,‎ 15 janvier 2016 (lire en ligne [archive du 16 août 2016], consulté le 18 août 2016)
- (en) Michael McCabe, « Monterey Aquarium Goes Really Deep / Vast new wing will display sea creatures never before held in captivity », San Francisco Chronicle,‎ 18 février 1996 (lire en ligne)
- (en) Christopher Reynolds, « Holy mackerel, that’s a great white! », Los Angeles Times,‎ 16 septembre 2014 (lire en ligne [archive du 29 juillet 2014])
- (en) Paul Rogers, « Big tank at Monterey Bay Aquarium gets major face lift », The Mercury News,‎ 27 juin 2011 (lire en ligne)